# Turm bei Sankt Sebastian

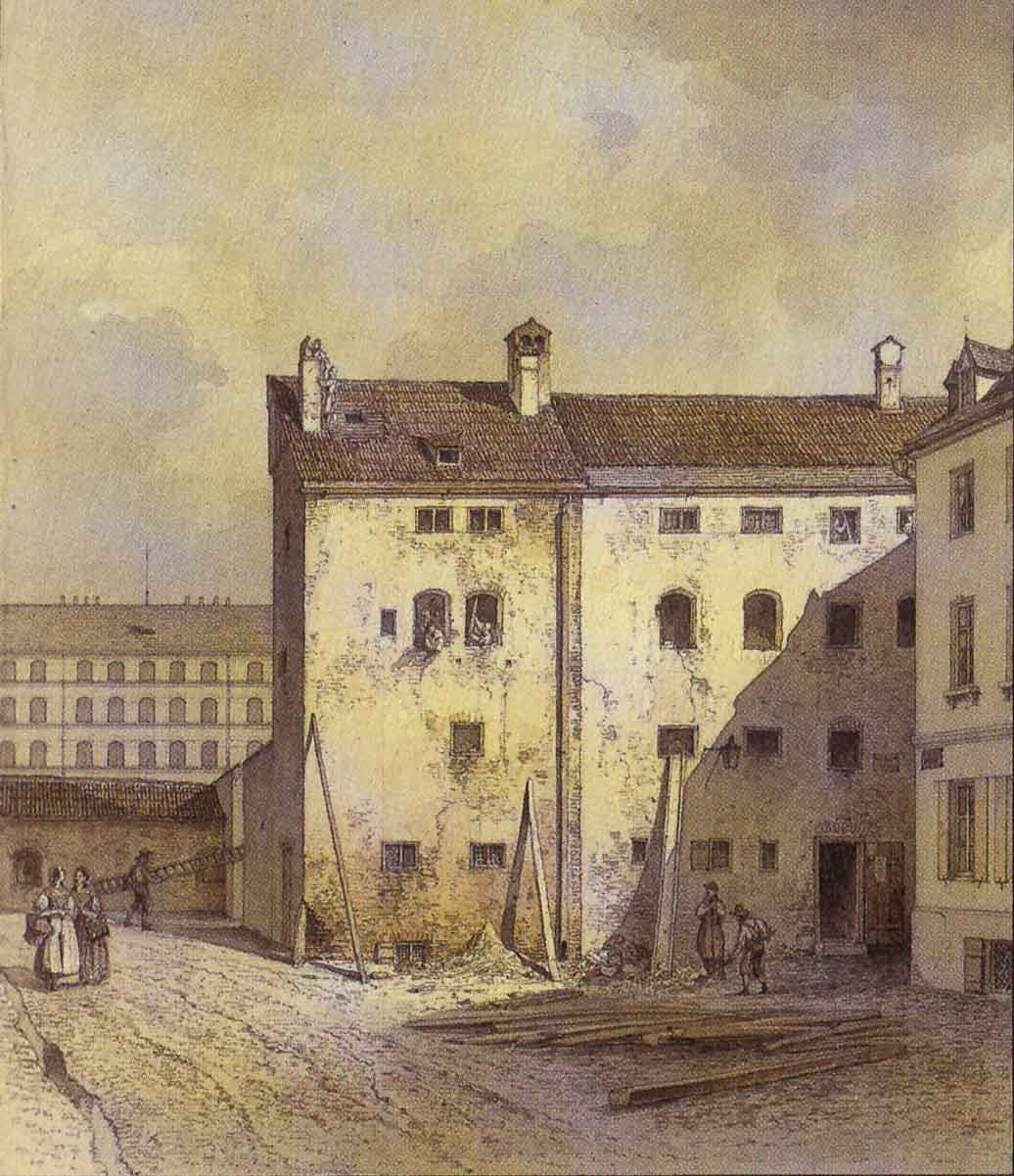
Turm bei Sankt Sebastian von Westen

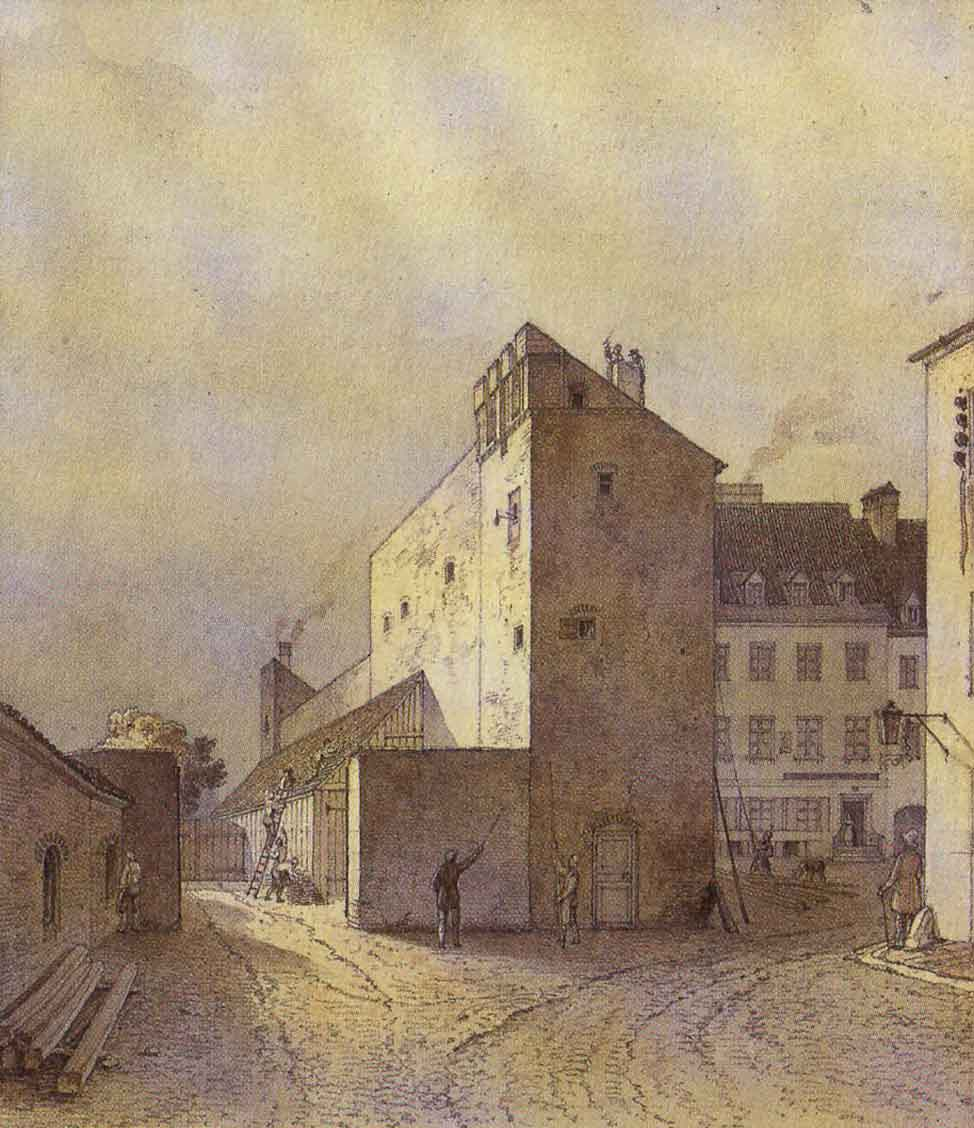
Turm bei Sankt Sebastian von Norden

Der Turm bei Sankt Sebastian war ein Wehrturm der zweiten Stadtmauer des mittelalterlichen München.

## Lage
Der Turm stand im Angerviertel im Südosten der Münchner Altstadt zwischen dem Einlasstor und dem Taschenturm auf der Höhe des Sebastiansplatzes.

## Geschichte
Der Turm wurde 1541 erstmals unter diesem Namen erwähnt, der seine Lage beschreibt. Einen eigenen Namen trug er nicht. Am 26. April 1848 begann der Abriss des Turms, von dem durch Carl August Lebschée zwei Ansichten überliefert sind. In der Beschreibung dieser Ansichten ist der Turm einfach als "Stadtmauerturm" bezeichnet.

## Beschreibung
Der Turm bei Sankt Sebastian hatte einen rechteckigen Grundriss. Die Ansichten Lebschees zeigen anschaulich, wie er nach der Entfestigung Münchens in ein Wohngebäude umgebaut und in eine Häuserreihe integriert worden war, die entlang der Stadtmauer erbaut wurde. Dabei erhielt der Turm ein Pultdach. An der stadtauswärts gerichteten Seite sind noch deutlich die ursprünglichen Zinnen zu erkennen.